# Реактивное образование
Реакти́вное образова́ние, также реакти́вное формирова́ние или формирова́ние реа́кции, — психологическая защита, заключающаяся в преобразовании негативного чувства в позитивное либо наоборот, при этом защищающийся не осознаёт своих первоначальных чувств.

## Описание
Практически всегда отношение человека к чему бы то ни было носит отнюдь не однополярный характер. В подавляющем большинстве случаев наши чувства амбивалентны, хотя обычно осознаётся только один из «полюсов» одновременно.
Когда человек ощущает неосознанные импульсы чего-либо неприемлемого для него, последующее беспокойство можно обойти, начав вести себя не так, как того требует ид, а противоположным образом. Данный способ бороться с одним полюсом собственного амбивалентного отношения за счёт переноса акцента на приемлемый полюс и называется реактивным образованием. Подавляемая часть при этом перестаёт осознаваться, а допустимая гипертрофируется (чрезмерно увеличивается), неадекватно проявляясь в некоторых ситуациях, что может выдавать применение этой защиты. Иными словами, характерным признаком того, что человек использует реактивное формирование, являются «прорывы» сдерживаемого чувства через защиту.

## Примеры
Эту защиту часто можно видеть в действии, например, в отношении старшего ребёнка ко младшему. Последний всегда забирает на себя часть родительского внимания, которое раньше доставалось старшему. Зачастую естественная в таких ситуациях агрессия преобразуется в излишне активную заботу и любовь. Так, однажды прорывом подавляемого станет момент, когда искренние крепкие объятья старшего ребёнка для младшего окажутся крепкими до боли.
Другим примером может являться муж, неосознанно желающий других женщин. Если он не проецирует свои чувства на кого-то ещё, а использует реактивное образование, то по отношению к своей жене такой мужчина ведёт себя излишне заботливо, заверяя в своей преданности и бесконечной любви.
Скрываемый полюс амбивалентности не всегда кажется негативным для стороннего наблюдателя. Например, параноидные личности могут подавлять своё чувство привязанности, считая его небезопасным, и переносить акцент на ненависть и подозрительность. В то же время обсессивно-компульсивные личности будут скорее бессознательно прятать своё раздражение по отношению к авторитетным личностям, раздувая чувство уважения.
Существует и много других примеров применения данной защиты. В основном она применяется тогда, когда известно на опыте, что проявление одного из полюсов амбивалентности наказуемо или опасно, а также при ощущении, что такие чувства неприемлемы.